# Xenophyes cascus
Xenophyes cascus är en insektsart som beskrevs av Ernst Evald Bergroth 1924. Xenophyes cascus ingår i släktet Xenophyes och familjen Peloridiidae. Inga underarter finns listade i Catalogue of Life.